# Pandanus platyphyllus
Pandanus platyphyllus är en enhjärtbladig växtart som beskrevs av Ugolino Martelli. Pandanus platyphyllus ingår i släktet Pandanus och familjen Pandanaceae.
Artens utbredningsområde är Madagaskar. Inga underarter finns listade.